# Peugeot RCZ
La Peugeot RCZ è un'autovettura sportiva di fascia media prodotta dalla casa automobilistica francese Peugeot dal 2010 al 2015.

## Genesi

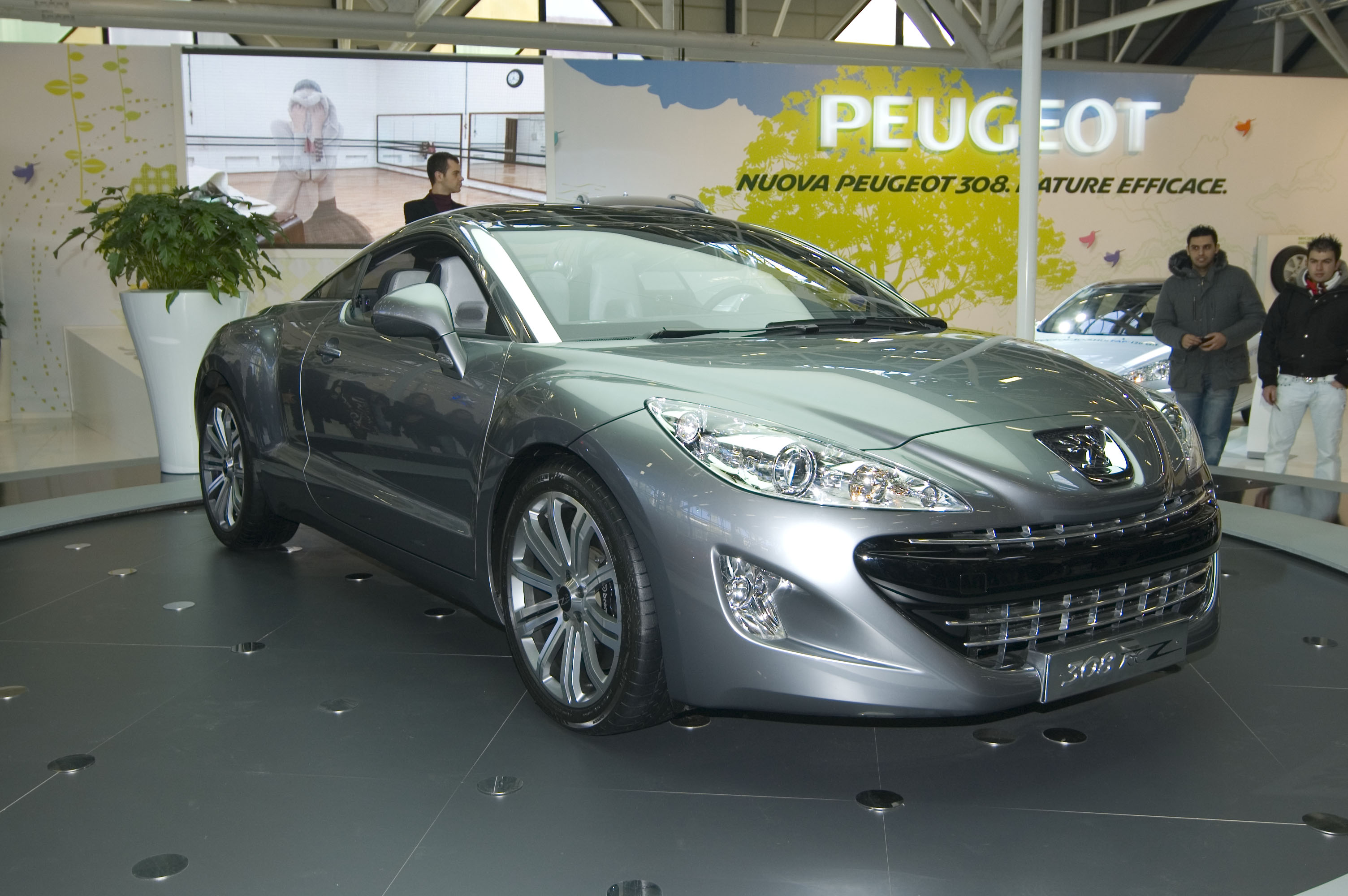
La Peugeot 308 RCZ concept

La RCZ rappresenta uno di quei rari casi in cui la vettura di serie ricalca quasi completamente la concept esposta in precedenza, quando ancora la produzione in serie non era nei programmi della casa madre.
La RCZ è stata infatti originariamente esposta come prototipo al Salone dell'automobile di Francoforte del 2007: la base meccanica era quella della 308, e le linee erano già in pratica identiche a quelle che avrebbero caratterizzato la vettura di serie. Il successo della concept car presso il pubblico fu tale da convincere i vertici Peugeot a deciderne la produzione in serie; ben presto venne dato l'annuncio, e il pubblico cominciò a manifestare grande interesse e impazienza per questo modello, che avrebbe di fatto potuto dare del filo da torcere a una regina del segmento come l'Audi TT.

## Debutto
La vettura definitiva è stata presentata al Salone di Francoforte del settembre 2009, due anni dopo l'esposizione della concept. Rispetto a quest'ultima, i dettagli modificati erano pochissimi: per esempio, il terminale di scarico è stato spostato sul lato sinistro della coda anziché al centro.
La RCZ, i cui telaio e scocca derivano dalla Peugeot 308, è la prima autovettura Peugeot non derivata da mezzi commerciali (escludendo quindi i vari Expert, Ranch, Boxer) a non utilizzare una sigla numerica con uno o due zeri al centro; questo rappresenta un concetto di rottura con una tradizione che si perpetuava da oltre 80 anni (la prima Peugeot a seguire il concetto dello zero in mezzo è stata la 201 del 1929).

## Linee ed interni

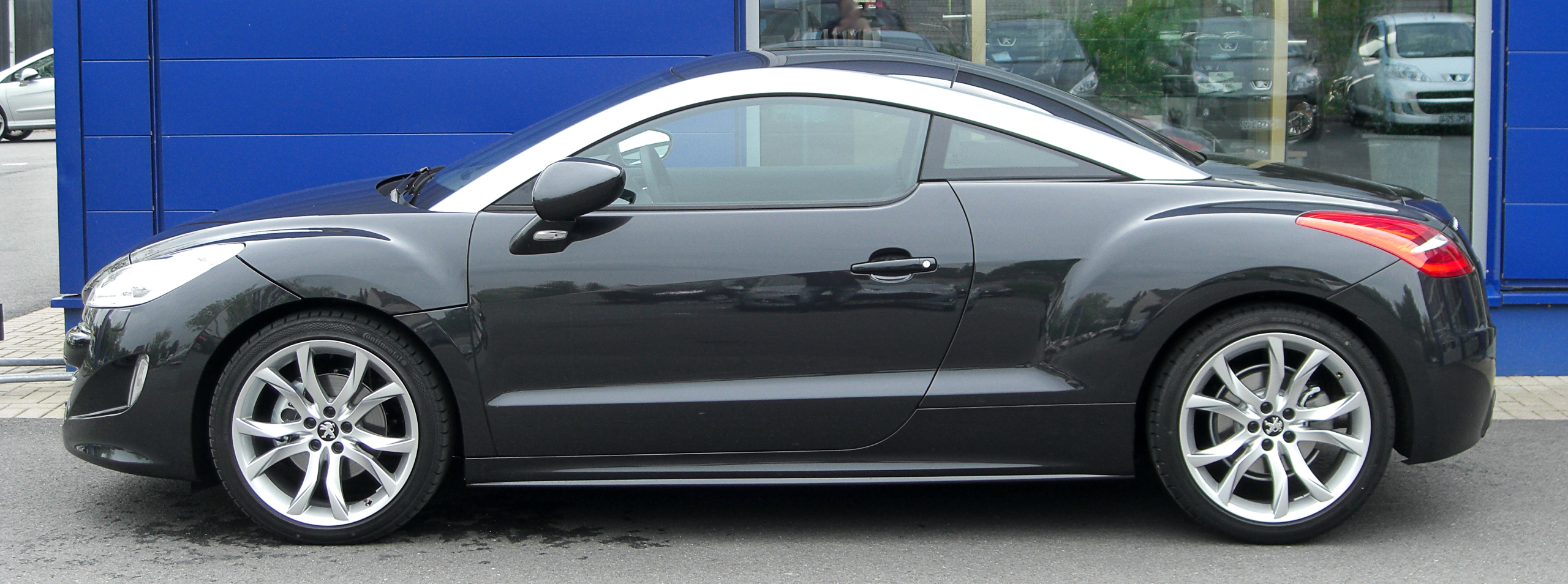
Profilo della Peugeot RCZ

Le linee della RCZ ricordano molto quelle della TT nella vista laterale, per via degli archi del padiglione. Frontalmente, invece, la RCZ tradisce chiaramente l'appartenenza alla casa francese, grazie al taglio dei fari anteriori e alla "bocca", per la verità di dimensioni più ridotte, un fatto che va a prefigurare nuove tendenze stilistiche in cui una grande presa d'aria frontale non è più contemplata. Sempre frontalmente va ricordato anche il nuovo logo della casa, che debutta proprio sulla RCZ in occasione dei festeggiamenti per i 200 anni dalla nascita della Peugeot (che all'inizio, nel 1810, non si occupava di automobili in quanto esse non esistevano ancora, ma semplicemente di utensili per la casa).

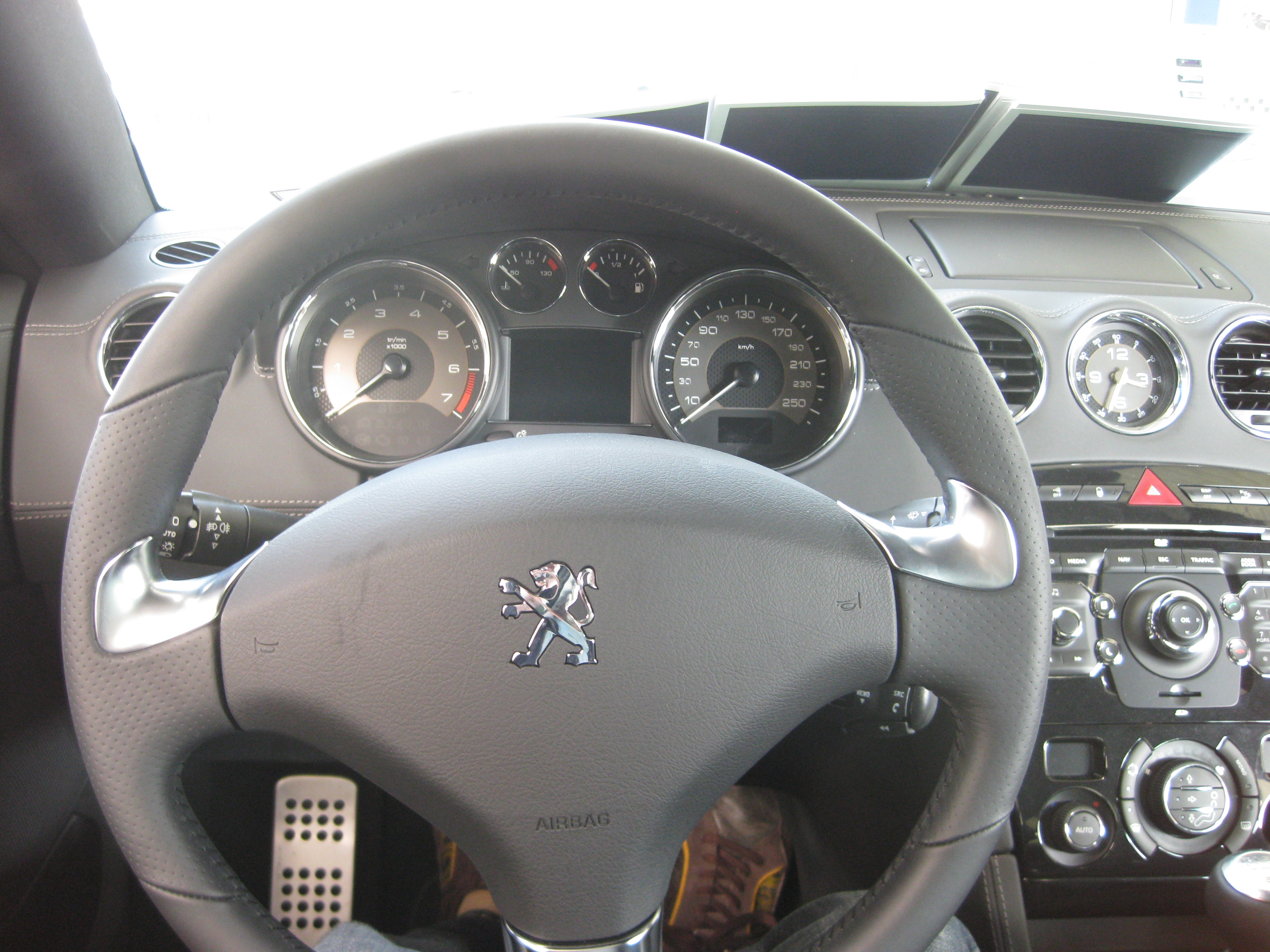
Posto guida di una RCZ

La vista laterale mostra i grandi passaruota allargati (di 44 mm anteriormente e di 63 mm posteriormente), l'assetto abbassato di 4 cm rispetto al pianale di origine e soprattutto i montanti anteriore e posteriore che si uniscono e si raccordano formando un profilo ad arco che dona una sportività notevole alla linea di fiancata.

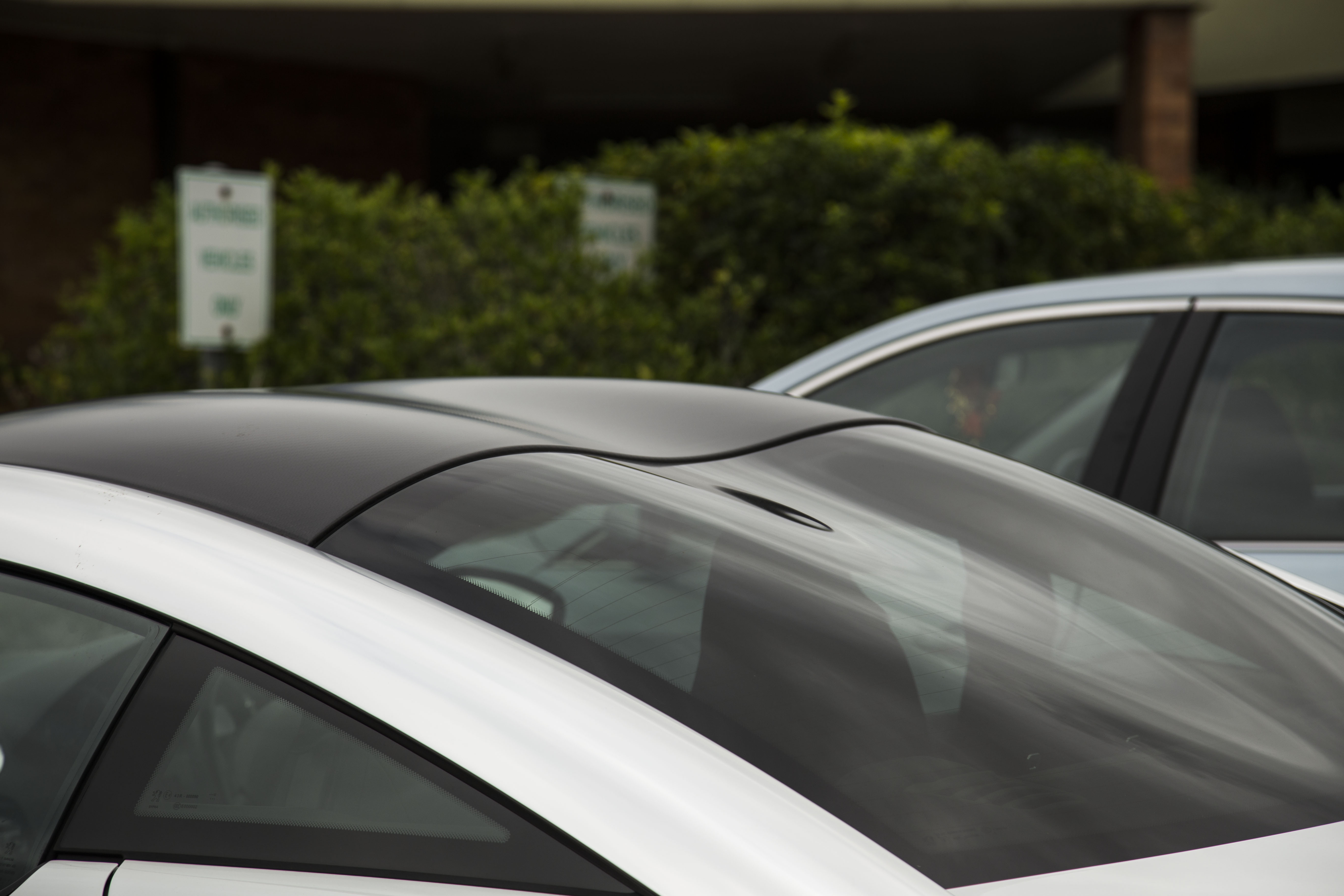
Il lunotto a "doppia gobba"

La zona posteriore è anch'essa molto originale e offre la vista ad alcuni aspetti molto interessanti, primo fra tutti il lunotto bombato a "doppia gobba" o a "onda", un'idea che si rifà ad alcune realizzazioni del grande atelier di Zagato e che dona un'originalità del tutto particolare alla vettura. Sempre in coda è importante segnalare lo spoiler attivo con due livelli di inclinazione. Superati gli 85 km/h si inclina di 19°, mentre oltre i 155 km/h arriva a sollevarsi di 34°.
L'abitacolo ha un'impostazione sportiva, e sposa elementi classici come il cruscotto a strumenti circolari e la plancia con l'orologio analogico, ad altri più moderni e hi-tech come gli inserti in alluminio e la possibilità di avere un sistema multimediale che comprende navigatore, lettore DVD e impianto HiFi.

## Meccanica e motorizzazioni
La RCZ sfrutta la base meccanica della 308, che poi è anche la stessa di altre vetture molto più "familiari", come la monovolume 5008 ed il crossover 3008. Nella RCZ sono state aggiornate in chiave più sportiva le sospensioni, che mantengono lo schema pseudo MacPherson per l'avantreno e l'assale torcente per il retrotreno. La versione di punta prevede anche una barra antirollio maggiorata. I grandi pneumatici 235/45 R18 di serie (ma si possono avere a richiesta anche da 235/40 R19) rendono la vettura stabile e per renderli facilmente manovrabili, sono stati anche rivisti i supporti elastici e i cuscinetti. L'impianto frenante prevede dischi anteriori autoventilanti con diametro di 306 mm (che nelle versioni con i cerchi da 19" di primo equipaggiamento diventano di 340 mm) e dischi posteriori pieni da 290 mm di diametro. Come corredo, è previsto, oltre all'immancabile ABS, anche un sistema elettronico di assistenza alla frenata di emergenza.
La RCZ prevede il dispositivo ESP, come nella stragrande maggioranza delle vetture prodotte nel 2010, ma a differenza di quello adottato nelle altre Peugeot imparentate tecnicamente, nella RCZ è completamente disinseribile.
Al suo debutto, la RCZ prevede tre motorizzazioni, tutte sovralimentate mediante turbocompressore:
- 1.6 THP turbo benzina da 156 CV;
- 1.6 THP turbo benzina da 200 CV;
- 2.0 HDi turbodiesel common rail da 163 CV.

Lo schema meccanico è quello classico, con motore anteriore trasversale e trazione anteriore. Il cambio è manuale a 6 marce, che nella versione da 200 CV ha anche i rapporti accorciati e la leva più corta. A richiesta si può avere un cambio robotizzato a 6 rapporti.

## Evoluzione
Al momento del debutto della gamma era stata inoltre annunciato una futura versione ibrida della RCZ. Tale versione impiegherà un sistema che verrà montato poco tempo prima nella 3008 Hybrid4, vale a dire un motore elettrico da 37 CV montato sul retrotreno. Tale motore, accoppiato al due litri turbodiesel da 163 CV, permetterebbe il raggiungimento di 200 CV totali, nonché il fatto di avere una vettura a trazione integrale durante il funzionamento simultaneo dei due motori. Tuttavia, anche a distanza di anni dal debutto, la Casa francese non ha rilasciato ulteriori notizie su questa variante che, di fatto, non è mai entrata in produzione.

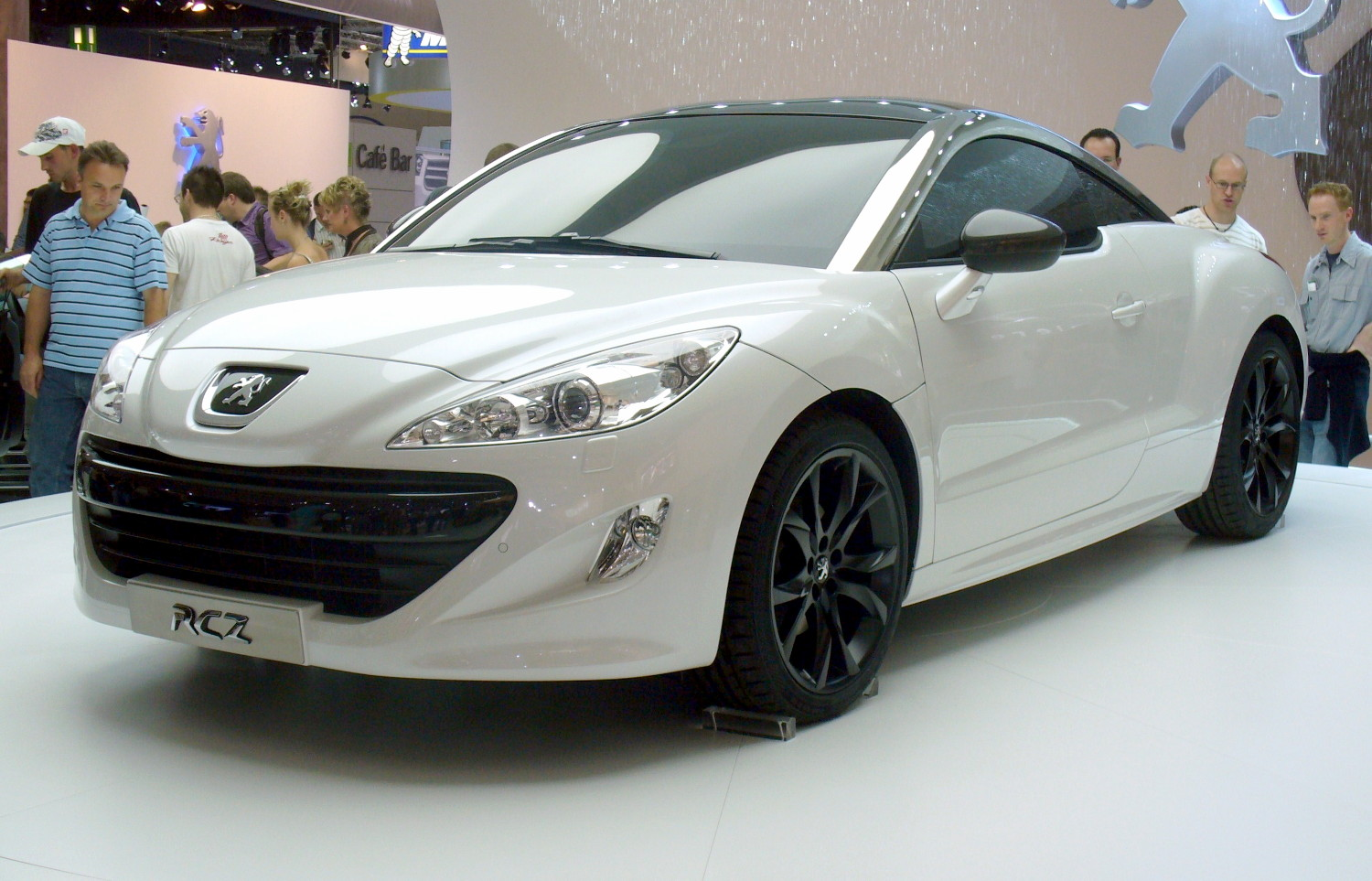
Una Peugeot RCZ Limited Edition

La Casa francese ha cominciato ad accettare le prime ordinazioni già dal 16 novembre 2009, ma le prime consegne non avranno luogo che dal 22 aprile dell'anno successivo. La produzione viene avviata a Graz, in Austria, presso la Magna Steyr, la stessa che assembla anche modelli di altre Case automobilistiche, come la BMW X3 e l'Aston Martin Rapide. Il ritmo previsto è di 70 esemplari al giorno. Nel frattempo, per incrementare la curiosità, l'interesse, ma anche i potenziali ordini, la RCZ, non ancora in listino, era già stata proposta in due edizioni limitate. Una, denominata semplicemente Limited Edition, era in pratica la stessa presentata a Francoforte ed è stata tirata in 200 esemplari (di cui 43 già ordinati in Italia), mentre la seconda, riservata al solo mercato italiano e denominata Black Yearling, caratterizzata da finiture nere sia esternamente (cerchi, verniciatura, ecc.), sia internamente (consolle centrale, sedili, ecc).
Nel 2011 è stata proposta un'ulteriore edizione speciale, con allestimento Asphalt, particolarmente ricco poiché nella dotazione di serie include anche navigatore satellitare, cerchi in lega da 19 pollici, selleria in pelle e pinze freno color nero. La RCZ Asphalt è motorizzata con il 1.6 THP da 200 CV o con il 2.0 HDi turbodiesel da 163 CV.

## Restyling del 2012

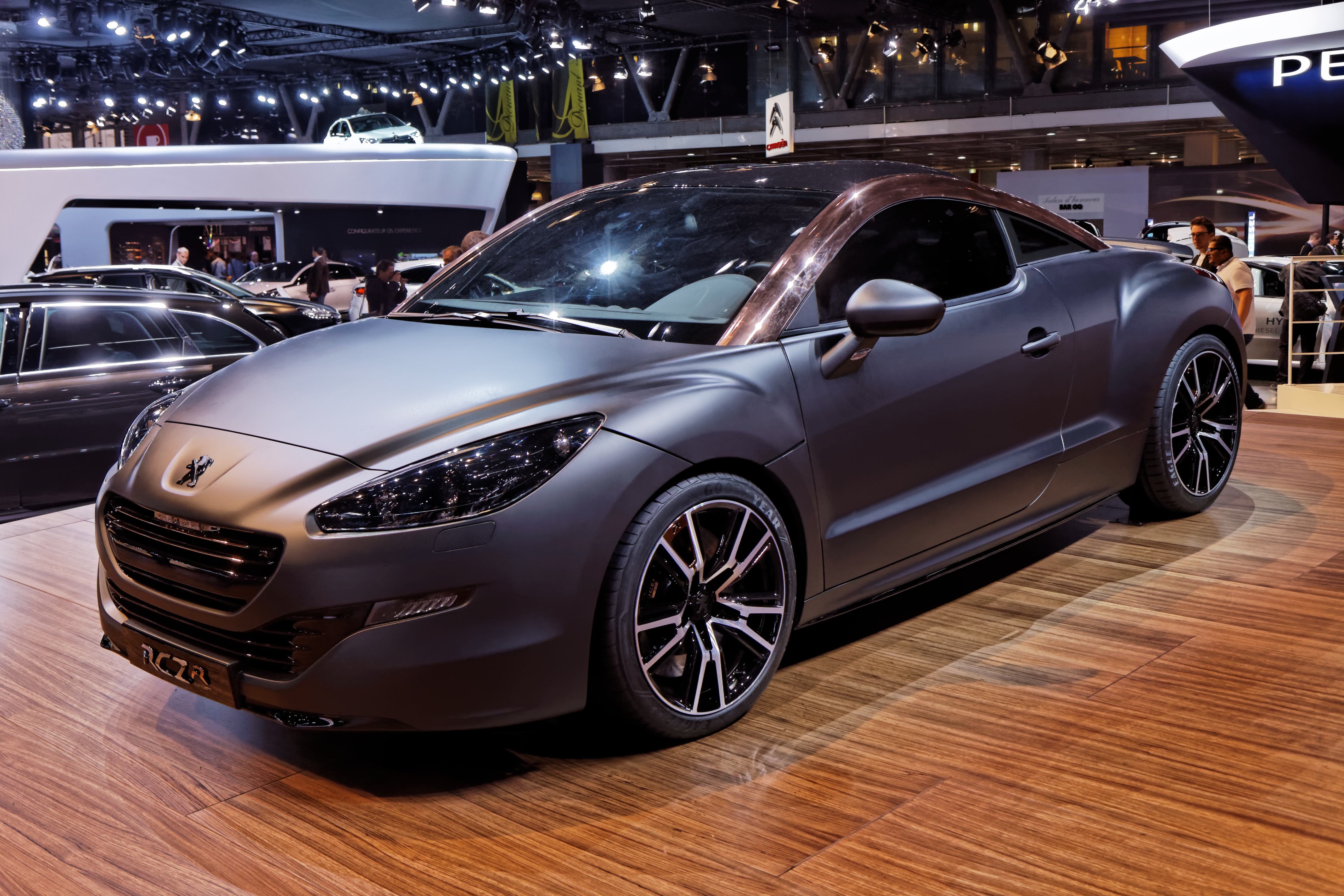
La Peugeot RCZ-R concept

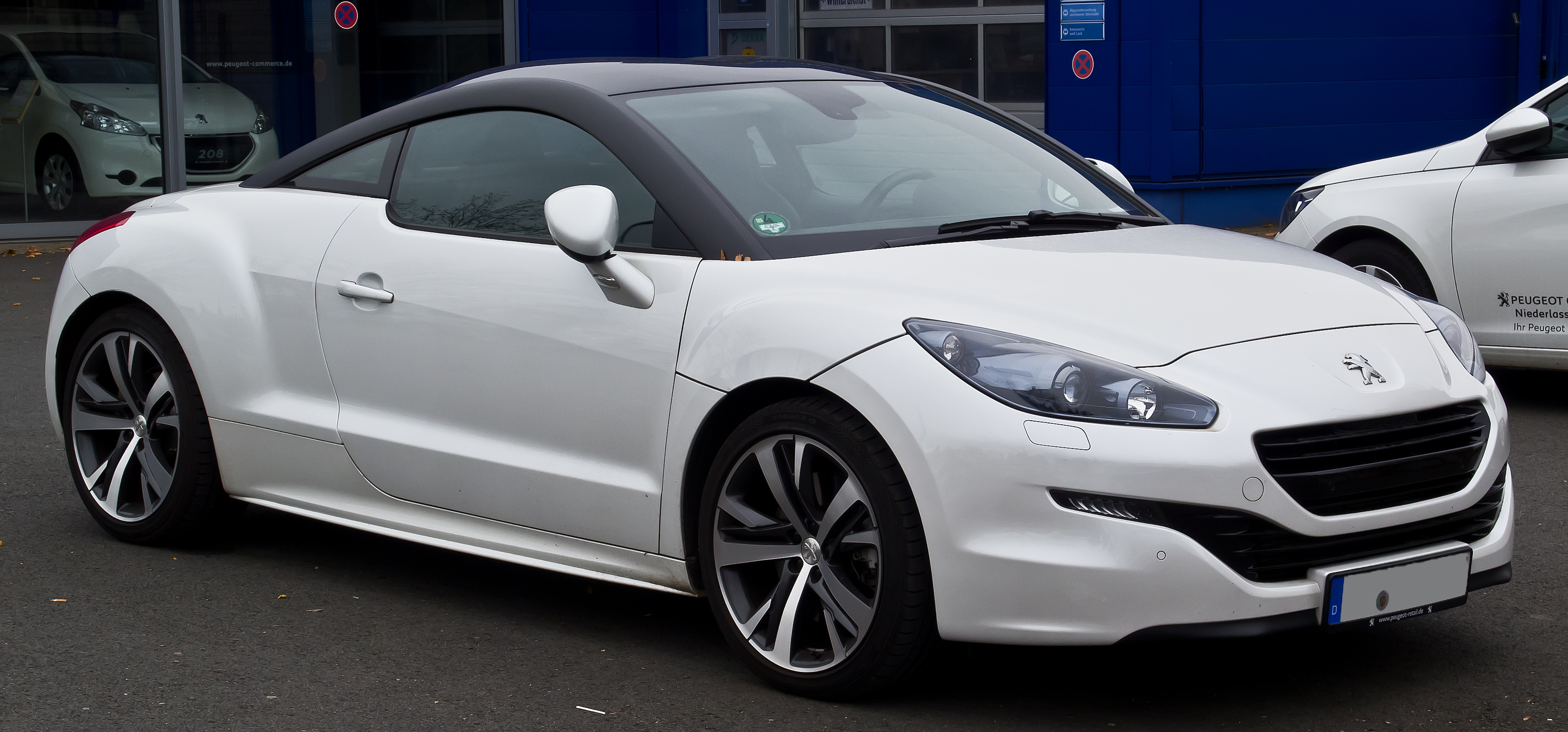
Restyling 2012

Nel settembre 2012, a soli due anni e mezzo dal lancio, la RCZ ha beneficiato del restyling di mezza età: nella cornice del Salone di Parigi, la sportiva francese sfoggia soprattutto un nuovo frontale con calandra e paraurti ridisegnati, forse anche meno aggressivi nel loro insieme, ma più in linea con il nuovo corso stilistico della Peugeot. Meccanicamente nessuna novità di rilievo, neppure la più volte annunciata versione ibrida. La RCZ così rinnovata sarà commercializzata a partire dal febbraio dell'anno seguente: tra i suoi contenuti inediti vanno segnalati i nuovi tessuti per i rivestimenti dei sedili e la nuova gamma di colori, nonché la possibilità di avere gli archi dei montanti anche in altri due colori, beige metallizzato o nero.

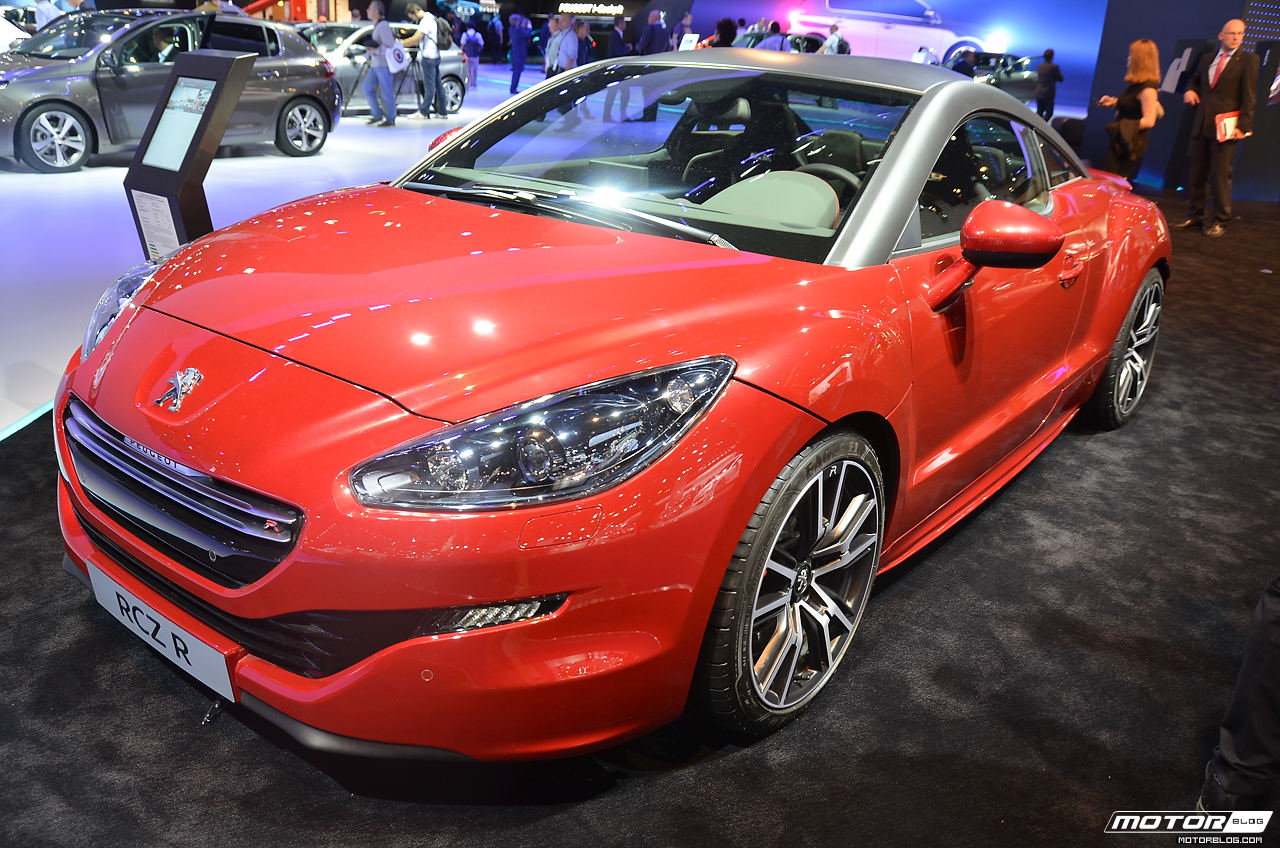
Una Peugeot RCZ-R di serie

Sempre alla kermesse parigina del 2012 la zona espositiva riservata alla RCZ era dominata da una versione particolare, la RCZ-R, una concept equipaggiata con un potente 1.6 turbo da 260 CV, il che ne avrebbe fatto una delle vetture stradali con la più alta potenza specifica (160 CV/litro), ma anche la Peugeot stradale più potente di sempre. 

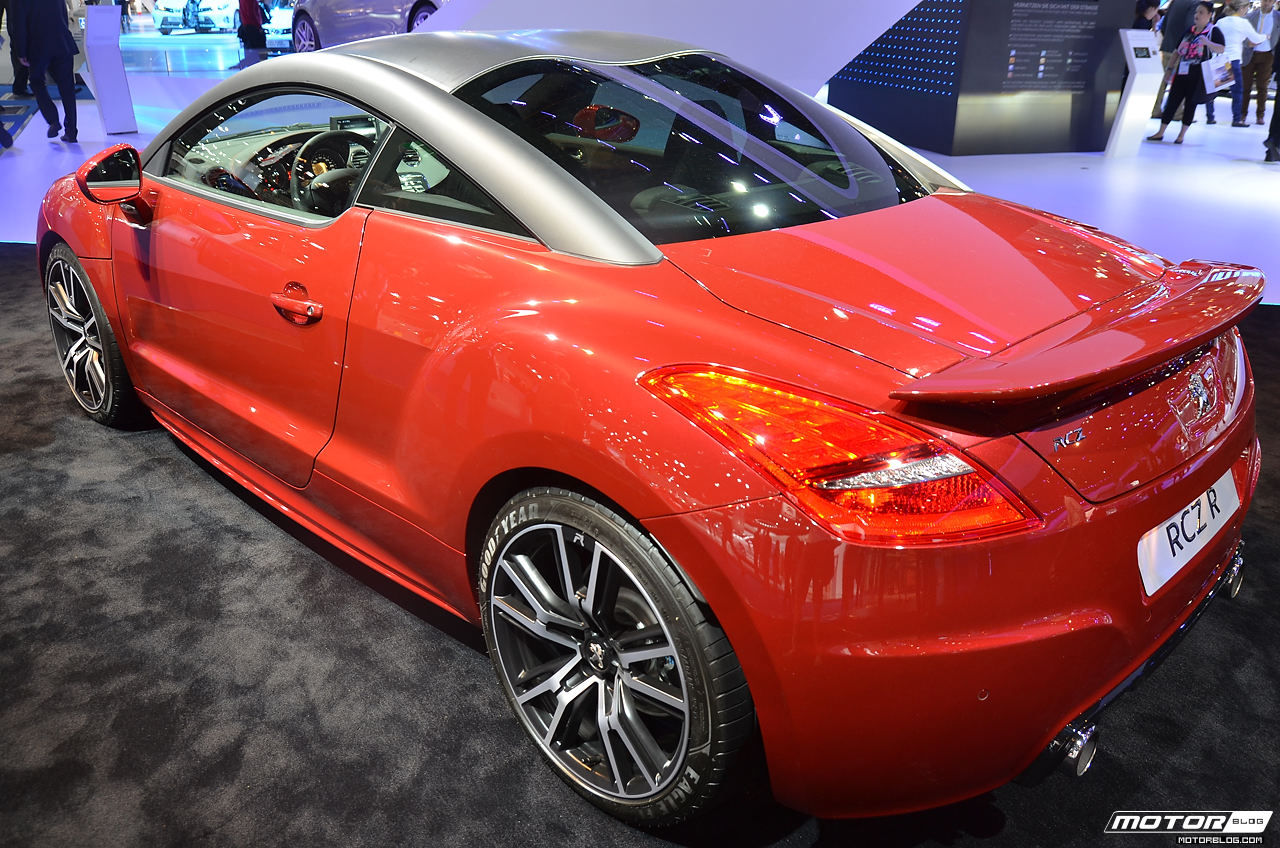
Posteriore di una RCZ-R

Questa concept è divenuta ufficialmente un modello di serie nell'estate del 2013, e precisamente il 14 luglio, quando al Festival of Speed di Goodwood è stata presentata la RCZ-R in configurazione definitiva. Lo stesso modello è stato poi presentato al grande pubblico due mesi dopo al Salone di Francoforte. Il suo motore è stato nel frattempo portato a 270 CV di potenza massima. La vettura monta cerchi da 19 pollici dal disegno specifico e sedili anch'essi dal disegno e dal rivestimento specifico. L'impianto di scarico differisce da quello delle altre RCZ per la presenza di due terminali di scarico separati, uno per lato. Tale versione, pronta alla commercializzazione, è divenuta ordinabile in Francia a partire dal novembre 2013, mentre la commercializzazione in Italia è stata avviata a partire dalla seconda metà del gennaio 2014.
Da qui è cominciata la parabola discendente della carriera commerciale della RCZ: per un anno non vi sono stati aggiornamenti di sorta, mentre a partire dalla fine del 2014 la gamma ha cominciato a diradarsi dapprima con la scomparsa della versione THP156 ed in seguito con la versione THP200, che scomparve da alcuni listini europei, ma non da altri (nella gamma per il mercato francese ha continuato ad essere disponibile). Nel mese di aprile, in occasione del Salone di Shanghai, l'amministratore delegato della Peugeot, Maxime Picat, ha dichiarato che la vettura non avrebbe avuto un'erede. Nel corso dell'estate dello stesso anno è stato ufficializzato che la produzione sarebbe cessata a settembre e che la vettura sarebbe rimasta a listino fino alla fine dello stesso anno per smaltire le scorte giacenti.

## Riepilogo versioni
| Versione                   | Anni di produzione | Motore  | Cilindrata cm³ | Potenza max CV/rpm | Coppia max Nm/rpm | Massa a vuoto (kg) | Velocità max | Accelerazione 0–100 km/h | Consumo medio (l/100 km) | Emissioni CO2 (g/km) |
| RCZ 1.6 16v THP156         | 04/2010-12/2014    | EP6CDT  | 1598           | 156/5800           | 240/1400-5000     | 1.200              | 217          | 8"                       | 6.7                      | 155                  |
| RCZ 1.6 16v THP200 (200CV) | 04/2010-09/2015    | EP6CDTX | 1598           | 200/5800           | 275/2500-4000     | 1.222              | 237          | 7"5                      | 6.9                      | 159                  |
| RCZ-R                      | 11/2013-09/2015    | EP6CTDR | 1598           | 270/6000           | 330/1900-5500     | 1.280              | 250          | 5"9                      | 6.3                      | 145                  |
| RCZ 2.0 16v HDi            | 04/2010-09/2015    | DW10C   | 1997           | 163/3750           | 340/2000-3000     | 1.295              | 220          | 8"2                      | 5.3                      | 139                  |